# Ultimo (cantante)
Niccolò Moriconi (Roma, 27 de enero de 1996), más conocido por su nombre artístico Ultimo, es un cantautor italiano, ganador del Festival de la Canción de San Remo 2018 en la categoría recién llegados y subcampeón del Festival de la Canción de San Remo 2019 en la categoría Grandes Artistas.

## Biografía

### Comienzos

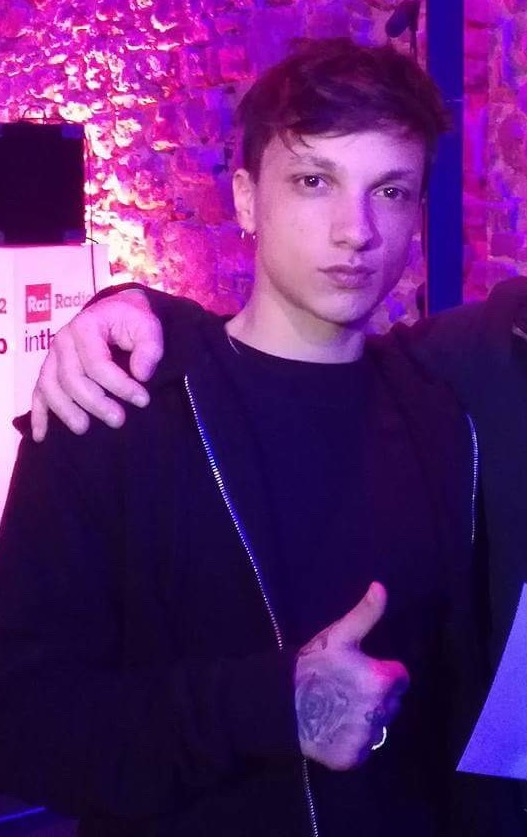
Niccolò Moriconi "Ultimo"

Moriconi comenzó a estudiar piano a los ocho años y a escribir canciones a los catorce. Desde entonces, empezó a actuar en clubes de Roma junto a otros artistas independientes como Tommaso Paradiso y Motta ; También intentó participar en los principales concursos de talentos italianos Amici y X Factor, sin conseguirlo.

### 2017:Pianeti
En el año 2016, ganó el certamen de música hip hop "One Shot Game", organizado por la compañía discográfica independiente Honiro Label, que poco tiempo después comenzó a trabajar con el artista. El 10 de marzo de 2017, dio a conocer su primer sencillo, titulado "Chiave". Le siguieron otros sencillos como "Ovunque tu te encuentres" y "Arena". El 26 de mayo de 2017, tuvo la oportunidad de ser el acto de apertura de Fabrizio Moro en Roma. El 6 de octubre de 2017, lanzó su álbum debut, "Pianeti", junto con el sencillo homónimo. El álbum debutó en el puesto 47 y, dos años más tarde, alcanzó el puesto 5 en las listas; en 2019, obtuvo la certificación 2× Platino, lo que indica que vendió más de 100.000 copias. Después, presentó el sencillo "Esta noche".

### 2018:Peter Pany San Remo
El 15 de diciembre de 2017, durante el evento Sarà Sanremo, fue confirmada su participación en el Festival de Música de San Remo 2018, dentro de la categoría "nueva propuesta", presentando la canción "Il ballo delle incertezze". Se proclamó ganador del concurso y recibió el galardón del Premio Lunezia.
El 9 de febrero de 2018, el mismo día en que obtuvo la victoria, lanzó su segundo álbum titulado "Peter Pan". Este álbum debutó en el puesto número 4 en las listas de éxitos italianas y, después de un año, alcanzó la posición número 1. En 2021, logró obtener la certificación 5× Platino, lo que indica que vendió más de 250.000 copias.
El 4 de mayo de 2018, comenzó su gira denominada "Peter Pan Tour", la cual agotó todas las entradas, y más adelante añadió un anexo titulado "Esageriamo?". Del álbum "Peter Pan", posteriormente lanzó los sencillos "Poesia senza veli", "Cascare nei tuoi occhi" y "Ti dedico il silenzio".

### 2019:Colpa delle favole
En 2019 compitió por primera vez en la categoría principal del Festival de San Remo con "I tuoi particolari", quedando en segundo lugar. El 22 de febrero publicó el single "Fateme cantà", íntegramente en dialecto romanesco . El 5 de abril publicó el single "Rondini al guinzaglio" y su tercer álbum Colpa delle favole . El álbum debutó en el puesto número 1 y mantuvo la posición durante cinco semanas consecutivas. En 2020 fue certificado 4× Platino por más de 200.000 copias vendidas, y nominado al Premio Álbum Independiente Europeo del Año de IMPALA (2019). El 25 de abril inició la "Gira Colpa delle Favole", siendo el cantante más joven en hacerlo. El 4 de julio dio el concierto "La Favola" en el Estadio Olímpico de Roma ante más de 63.000 personas, convirtiéndose en el cantante más joven de Italia en actuar en un estadio. Posteriormente anunció una gira con un concierto final en el Circo Massimo. Para esta gira vendió más de 120.000 entradas en las primeras 24 horas. Tras Colpa delle favole lanzó posteriormente los singles "Ipocondria", "Piccola stella" y "Quando fuori piove".
El 13 de diciembre de 2019 lanzó el sencillo "Tutto questo sei tu", que debutó en el puesto número 1. La canción fue interpretada durante la final de X Factor 13 . En enero FIMI anunció que Colpa delle favole fue el álbum que más copias vendió en Italia durante 2019.
En septiembre de 2020, Ultimo dejó Honiro para iniciar su nuevo sello independiente, Ultimo Records. El primer single fue "22 settembre". El 22 de diciembre lanzó la canción "7+3". El 22 de febrero de 2021 publicó la portada de "I giardini di marzo" de Lucio Battisti, grabada en Los Ángeles . El 23 de abril lanzó "Buongiorno vita". La canción se interpretó por primera vez en un concierto acústico en el Coliseo, llamado "Buongiorno vita - L'evento", que vendió el mayor número de entradas para un concierto online en Italia. El 15 de octubre lanzó el sencillo "Niente". En enero de 2022, FIMI anuncia que Ultimo es el artista que ha estado presente durante más semanas (149) en la lista en 2021, con un récord de cuatro álbumes simultáneos en lista: Solo en el 14, Colpa delle favole en el 48, Peter Pan en el 69 y Pianeti en el 90.

## Discografía

### Álbumes de estudio
| Título             | Detalles del álbum                                                                       | Posiciones | Certificaciones     |
| Título             | Detalles del álbum                                                                       | ITA        | Certificaciones     |
| ------------------ | ---------------------------------------------------------------------------------------- | ---------- | ------------------- |
| Pianeti            | - Publicado: 6 de octubre de 2017 - Etiqueta: Honiro - Formatos: CD, descargar           | 5          | - FIMI : 3× Platino |
| Peter Pan          | - Publicado: 9 de febrero de 2018 - Etiqueta: Honiro - Formatos: CD, descargar           | 1          | - FIMI: 5× Platino  |
| Colpa delle favole | - Publicado: 5 de abril de 2019 - Etiqueta: Honiro - Formatos: CD, LP, descargar         | 1          | - FIMI: 5× Platino  |
| Solo               | - Publicado: 22 de octubre de 2021 - Sello: Ultimo Records - Formatos: CD, LP, descargar | 1          | - FIMI: 3× Platino  |
| Alba               | - Publicado: 17 de febrero de 2023 - Sello: Ultimo Records - Formatos: CD, LP, descargar | 1          |                     |

### Sencillos
| Soltero                     | Año  | Posiciones | Certificaciones    | Álbum o EP             |
| Soltero                     | Año  | ITA        | Certificaciones    | Álbum o EP             |
| --------------------------- | ---- | ---------- | ------------------ | ---------------------- |
| "Chiave"                    | 2017 | —          | —                  | Pianeti                |
| "Ovunque tu sia"            | 2017 | —          | - FIMI: Platino    | Pianeti                |
| "Sabbia"                    | 2017 | —          | - FIMI: Platino    | Pianeti                |
| "Pianetti"                  | 2017 | 20         | - FIMI: 3× Platino | Pianeti                |
| "Estasera"                  | 2017 | —          | - FIMI: Oro        | Pianeti                |
| "El baile delle incertezze" | 2017 | 6          | - FIMI: 3× Platino | Peter Pan              |
| "Poesia sin veli"           | 2018 | 20         | - FIMI: 2× Platino | Peter Pan              |
| "Cascare nei tuoi occhi"    | 2018 | 6          | - FIMI: 3× Platino | Peter Pan              |
| "Ti dedico il silenzio"     | 2018 | 22         | - FIMI: 2× Platino | Peter Pan              |
| "Yo tuoi particularlari"    | 2019 | 2          | - FIMI: 4× Platino | Colpa delle Favole     |
| "Fateme canta"              | 2019 | 12         | - FIMI: Oro        | Colpa delle Favole     |
| "Rondini al guinzaglio"     | 2019 | 5          | - FIMI: 2× Platino | Colpa delle Favole     |
| "Ipocondría"                | 2019 | 23         | - FIMI: Platino    | Colpa delle Favole     |
| "Piccola stella"            | 2019 | 12         | - FIMI: 3× Platino | Colpa delle Favole     |
| "Cuando fuori piove"        | 2019 | 20         | - FIMI: Oro        | Colpa delle Favole     |
| "Tutto questo sei tu"       | 2019 | 1          | - FIMI: 2× Platino | Solo                   |
| "22 de septiembre"          | 2020 | 3          | - FIMI: 2× Platino | Solo                   |
| "7+3"                       | 2020 | 21         | - FIMI: Platino    | Solo                   |
| "Buena vida"                | 2021 | 2          | - FIMI: Platino    | Solo                   |
| "Niente"                    | 2021 | 8          | - FIMI: Platino    | Solo                   |
| "Supereroi"                 | 2021 | 66         |                    | Solo                   |
| "Vieni nel mio cuore"       | 2021 | 23         | - FIMI: 2× Platino | Alba                   |
| "Ti va di stare bene"       | 2022 | 12         | - FIMI: Oro        | Alba                   |
| "alba"                      | 2023 | 9          |                    | Alba                   |
| "Paura mai"                 | 2023 | 77         |                    | Ultimo Live Stadi 2023 |